# Liste des partis politiques en Inde
L'Inde dispose d'un système multipartite qui s'articule autour de quelques grands partis nationaux et une multitude de partis régionaux plus petits.
Les partis politiques indiens doivent être enregistrés auprès de la Commission électorale indienne. Afin d'être reconnue par celle-ci dans un État, un parti doit avoir eu une activité politique pendant au moins cinq ans et représenter au moins 4 % de la délégation de l'État à la Lok Sabha ou 3,33 % des membres de l'Assemblée législative de l'État. Si un parti remplit ces conditions dans quatre États ou plus, la Commission le reconnait comme « parti national » (National Party), sinon il est considéré comme un « parti régional » (State Party).
En outre, chaque parti reconnu se voit attribuer un symbole électoral qui figure sur les machines à voter à côté du nom de ses candidats.

## Alliances électorales
Du fait du nombre important de partis politiques, il est rare qu'un seul d'entre eux dispose de la majorité absolue à la Lok Sabha ou dans les Assemblées législatives des États ou territoires. Dès lors, les partis se regroupent en coalitions alliant généralement un grand parti national avec d'autres partis régionaux plus petits. Ces coalitions varient d'élections en élections et d'État en État et il est courant qu'un parti change d'alliance électorale alors que le processus électoral a commencé ou même après la fin des votes.
Actuellement, les principales coalitions sont les suivantes :
- Alliance progressiste unie (United Progressive Alliance - UPA) autour du Congrès national indien.
- Alliance démocratique nationale (National Democratic Alliance - NDA) autour du Bharatiya Janata Party.
- Troisième Front (Third Front) ou Front de gauche (Left Front) autour du Parti communiste d'Inde (marxiste) et du Parti communiste d'Inde.

## Partis politiques

### Partis nationaux
(État au 11 août 2023)
| Parti                                       | Description | Symbole | Drapeaux | Fondation | Chef            | Sièges à la Lok Sabha |
| ------------------------------------------- | --- | ------- | -------- | --------- | --------------- | --------------------- |
| Bharatiya Janata Party (BJP)                | Le BJP est fondé en 1980 après l'éclatement de la coalition du Janata Party. Il est l'héritier d'une tradition nationaliste née avant l'indépendance et hostile au Mahatma Gandhi. Proche du Vishwa Hindu Parishad (VHP), une organisation religieuse, et du Rashtriya Swayamsevak Sangh (RSS), organisation extrémiste nationaliste hindoue, le BJP émerge réellement à la fin des années 1980 et le début des années 1990, notamment après la destruction de la mosquée d'Ayodhya. Le BJP a remporté les élections de 2014 avec une majorité absolue des sièges à la Lok Sabha. |         |          | 1980      | Amit Shah       | 301 / 545             |
| Congrès national indien (INC)               | Fondé en 1885, le Congrès est le parti de Jawaharlal Nehru et du Mahatma Gandhi. Après avoir mené la lutte pour l'Indépendance du pays, le parti domine largement la vie politique indienne jusque dans les années 1970 en adoptant une orientation socialisante (industrialisation, dirigisme économique, révolution verte, rapprochement avec l'URSS, etc.). Sous la houlette d'Indira Gandhi, fille de Nehru, le Congrès s'affaiblit, victime de nombreuses scissions et de la concurrence des partis régionaux et de castes. Il perd les élections pour la première fois en 1977, après deux années de régime autoritaire décrété par Indira Gandhi. À partir des années 1980, et surtout 1990, le Congrès adopte des positions plus libérales : Manmohan Singh, ministre des Finances à partir de 1991, préside à la libéralisation de l'économie indienne. Au pouvoir de 2004 à 2014 au sein de l'Alliance progressiste unie, il est depuis le principal parti d'opposition à la Lok Sabha. |         |          | 1885      | Rahul Gandhi    | 51 / 545              |
| Bahujan Samaj Party (BSP)                   | Fondé en 1984, le BSP se veut le représentant des Dalits (intouchables). L'audience du parti est surtout cantonnée au nord de l'Inde, où les clivages entre castes sont les plus marqués. Le BSP a soutenu le gouvernement UPA après les élections de 2009 et fait aujourd'hui partie de la Grande Alliance. |         |          | 1984      | Mayawati        | 9 / 545               |
| Parti communiste d'Inde (marxiste) (CPI(M)) | Le CPI(M) est né d'une scission pro-chinoise du Parti communiste d'Inde en 1964. Il est surtout implanté au Bengale Occidental, au Kerala et au Tripura, États dont il dirige actuellement le gouvernement au sein de coalitions des partis de gauche. Il fait partie du Front de gauche. |         |          | 1964      | Sitaram Yechury | 3 / 545               |
| Aam Aadmi Party (AAP)                       | Le parti a obtenu son statut de parti national le 10 avril 2023. Principalement ancré à Delhi où il détient la majorité absolue depuis 2015, il détient également la majorité absolue au Pendjab depuis 2022. Dans ces deux états ou territoires, l'AAP forme le Gouvernement. | Balai   |          | 2012      | Arvind Kejriwal | 1 / 545               |
| Parti populaire national (NPP)              | Fondé en 2013, le NPP est principalement actif dans l'État du Meghalaya. Il est membre de l'Alliance démocratique nationale (NDA). Le parti a été élevé au rang de parti national par la Commission Électorale le 15 mai 2023. |         |          | 2013      | Conrad Sangma   | 1 / 545               |

Représentation des partis nationaux dans les États
BJP.
Congrès.
CPI(M).
CPI.
BSP.
NCP.

### Partis régionaux
| État ou territoire | Parti                                                           | Abbreéviation | Symbole                            | Drapeau | Fondation | Chef                             |
| ------------------ | --------------------------------------------------------------- | ------------- | ---------------------------------- | ------- | --------- | -------------------------------- |
| Andhra Pradesh     | Telugu Desam Party                                              | TDP           | Bicyclette                         |         | 1982      | N. Chandrababu Naidu             |
| Andhra Pradesh     | Yuvajana Sramika Rythu Congress Pary                            | YSRCP         | Ventilateur de plafond             |         | 2009      | Y. S. Jaganmohan Reddy           |
| Arunachal Pradesh  | People's Party of Arunachal                                     | PPA           | Maïs                               |         | 1987      | Tomo Riba                        |
| Arunachal Pradesh  | Janata Dal (Secular)                                            | JD(S)         | Fermière                           |         | 1999      | H.D. Deve Gowda                  |
| Arunachal Pradesh  | Janata Dal (United)                                             | JD(U)         | Flèche                             |         | 1999      | Sharad Yadav                     |
| Assam              | All India United Democratic Front                               | AIUDF         | Cadenas et clé                     |         | 2004      | Badruddin Ajmal                  |
| Assam              | Asom Gana Parishad                                              | AGP           | Élephant                           |         | 1985      | Prafulla Kumar Mahanta           |
| Assam              | Bodoland People's Front                                         | BPF           | Nangol                             |         |           | Hagrama Mohilary                 |
| Assam              | United People's Party, Liberal                                  | UPPL          | Fermier sur un tracteur            |         |           | Urkhao Gwra Brahma               |
| Bengale-Occidental | All India Forward Bloc                                          | AIFB          | Lion                               |         | 1939      | Debabrata Biswas                 |
| Bengale-Occidental | All India Trinamool Congress                                    | AITC          |                                    |         | 1998      | Mamata Banerjee                  |
| Bihar              | Janata Dal (United)                                             | JD(U)         | Flèche                             |         | 1999      | Sharad Yadav                     |
| Bihar              | Lok Janshakti Party                                             | LJP           |                                    |         | 2000      | Ram Vilas Paswan                 |
| Bihar              | Rashtriya Janata Dal                                            | RJD           | Lampe-tempête                      |         | 1997      | Lalu Prasad Yadav                |
| Bihar              | Rashtriya Lok Samta Party                                       | RLSP          |                                    |         | 2013      | Upendra Kushwaha                 |
| Bihar              | Parti communiste d'Inde (marxiste-léniniste) Libération         | CPI(ML)       |                                    |         | 1974      | Upendra Kushwaha                 |
| Chhattisgarh       | Janta Congress Chhattisgarh                                     | JCC           | Fermier avec charrue dans un carré |         | 2016      | Amit Jogi                        |
| Goa                | Maharashtrawadi Gomantak Party                                  | MGP           | Lion                               |         | 1963      | Shashikala Kakodkar              |
| Goa                | Goa Forward Party                                               | GFP           | Noix de coco                       |         | 2016      | Vijai Sardesai                   |
| Haryana            | Indian National Lok Dal                                         | INLD          | Lunettes                           |         | 1999      | Om Prakash Chautala              |
| Haryana            | Jannayak Janta Party                                            | JJP           | clé                                |         | 2018      | Dushyant Chautala                |
| Jammu-et-Cachemire | Jammu & Kashmir National Conference                             | JKNC          | Charrue                            |         | 1932      | Omar Abdullah                    |
| Jammu-et-Cachemire | Jammu & Kashmir National Panthers Party                         | JKNPP         | Bicyclette                         |         | 1982      | Bhim Singh                       |
| Jammu-et-Cachemire | Jammu and Kashmir People's Democratic Party                     | JKPDP         | Encrier et stylo                   |         | 1998      | Mehbooba Mufti                   |
| Jharkhand          | All Jharkhand Students Union                                    | AJSU          | Banane                             |         | 1986      | Sudesh Mahto                     |
| Jharkhand          | Jharkhand Mukti Morcha                                          | JMM           | Arc et flèche                      |         | 1972      | Shibu Soren                      |
| Jharkhand          | Rashtriya Janata Dal                                            | RJD           | Lampe-tempête                      |         | 1997      | Lalu Prasad Yadav                |
| Karnataka          | Janata Dal (Secular)                                            | JD(S)         | Fermière                           |         | 1999      | H.D. Deve Gowda                  |
| Kerala             | Janata Dal (Secular)                                            | JD(S)         | Fermière                           |         | 1999      | H.D. Deve Gowda                  |
| Kerala             | Kerala Congress (M)                                             | KC(M)         | Deux feuilles                      |         | 1979      | C.F. Thomas                      |
| Kerala             | Indian Union Muslim League                                      | IUML          | Échelle                            |         | 1948      | E. Ahamed                        |
| Kerala             | Revolutionary Socialist Party                                   | RSP           | Pelle et bêche                     |         | 1940      | T. J. Chandrachoodan             |
| Kerala             | Parti communiste d'Inde                                         | CPI           |                                    |         | 1925      | Suravaram Sudhakar Reddy         |
| Maharashtra        | Maharashtra Navnirman Sena                                      | MNS           | Locomotive                         |         | 2006      | Raj Thackeray                    |
| Maharashtra        | Shiv Sena                                                       | SS            | Arc et flèche                      |         | 1966      | Eknath Shinde                    |
| Maharashtra        | Shiv Sena (Uddhav Balasaheb Thackeray)                          | SS (UBT)      | Torche                             |         | 2022      | Uddhav Thackeray                 |
| Maharashtra        | Parti du congrès nationaliste                                   | NCP           |                                    |         | 1999      | Sharad Pawar                     |
| Manipur            | Naga People's Front                                             | NPF           | Coq                                |         | 2002      | Neiphiu Rio                      |
| Manipur            | Janata Dal (United)                                             | JD(U)         | Flèche                             |         | 1999      | Sharad Yadav                     |
| Manipur            | Parti communiste d'Inde                                         | CPI           |                                    |         | 1925      | Suravaram Sudhakar Reddy         |
| Meghalaya          | United Democratic Party                                         | UDP           | Tambour                            |         |           | Donkupar Roy                     |
| Meghalaya          | Hill State People's Democratic Party                            | HSPDP         | Lion                               |         |           | H.S. Lyngdoh                     |
| Meghalaya          | Voice of the People Party                                       | VPP           | Vanneuse                           |         | 2021      | Ardent Miller Basaiawmoit        |
| Meghalaya          | All India Trinamool Congress                                    | AITC          |                                    |         | 1998      | Mamata Banerjee                  |
| Mizoram            | Mizo National Front                                             | MNF           | Étoile                             |         | 1959      | Pu Zoramthanga                   |
| Mizoram            | Zoram Nationalist Party                                         | ZNP           | Soleil (sans rayon)                |         | 1997      | Lalduhoma                        |
| Nagaland           | Naga People's Front                                             | NPF           | Coq                                |         | 2002      | Neiphiu Rio                      |
| Nagaland           | Nationalist Democratic Progressive Party                        | NDPP          |                                    |         | 201       | Chingwang Konyak                 |
| Nagaland           | Parti du congrès nationaliste                                   | NCP           |                                    |         | 1999      | Sharad Pawar                     |
| Nagaland           | Lok Janshakti Party (Ram Vilas)                                 | LJP (RV)      |                                    |         | 2021      | Chirag Paswan                    |
| Odisha             | Biju Janata Dal                                                 | BJD           | Conque                             |         | 1997      | Naveen Patnaik                   |
| Pondichéry         | All India Anna Dravida Munnetra Kazhagam                        | AIADMK        | Deux feuilles                      |         | 1972      | J. Jayalalithaa                  |
| Pondichéry         | All India N.R. Congress                                         | AINRC         | Pichet                             |         | 2011      | N. Rangasamy                     |
| Pondichéry         | Dravida Munnetra Kazhagam                                       | DMK           | Soleil levant                      |         | 1949      | M. Karunanidhi                   |
| Pendjab            | Shiromani Akali Dal                                             | SAD           | Balance                            |         | 1920      | Parkash Singh Badal              |
| Rajasthan          | Rashtriya Loktantrik Party                                      | RLP           | Bouteille                          |         | 2018      | Narayan Beniwall                 |
| Sikkim             | Sikkim Democratic Front                                         | SDF           | Parapluie                          |         | 1993      | Pawan Kumar Chamling             |
| Sikkim             | Sikkim Krantikari Morcha                                        | SKM           | lampe                              |         | 2013      | Bharati Sharma                   |
| Tamil Nadu         | All India Anna Dravida Munnetra Kazhagam                        | AIADMK        | Deux feuilles                      |         | 1972      | J. Jayalalithaa                  |
| Tamil Nadu         | Dravida Munnetra Kazhagam                                       | DMK           | Soleil levant                      |         | 1949      | M. Karunanidhi                   |
| Tamil Nadu         | Desiya Murpokku Dravidar Kazhagam                               | DMDK          | Nagara                             |         | 2005      | Vijayakanth                      |
| Tamil Nadu         | Parti communiste d'Inde                                         | CPI           |                                    |         | 1925      | Suravaram Sudhakar Reddy         |
| Telangana          | All India Majlis-e-Ittehadul Muslimeen                          | AIMIM         | Cerf-volant                        |         | 1927      | Asaduddin Owaisi                 |
| Telangana          | Bharat Rashtra Samithi (anciennement Telangana Rashtra Samithi) | BRS           |                                    |         | 2001      | Kalvakuntla Chandrashekar Rao    |
| Telangana          | Telugu Desam Party                                              | TDP           | Bicyclette                         |         | 1982      | N. Chandrababu Naidu             |
| Telangana          | Yuvajana Sramika Rythu Congress Party                           | YSRCP         | Ventilateur                        |         | 2009      | Y. S. Jaganmohan Reddy           |
| Tripura            | Indigenous People's Front of Tripura                            | IPFT          | Dao                                |         | 2009      | Prem Kumar Reang                 |
| Tripura            | Tipra Motha Party                                               | TIPRA/TMP     | Ananas                             |         | 2019      | Pradyot Bikram Manikya Deb Barma |
| Tripura            | All India Trinamool Congress                                    | AITC          |                                    |         | 1998      | Mamata Banerjee                  |
| Uttar Pradesh      | Samajwadi Party                                                 | SP            | Bicyclette                         |         | 1992      | Mulayam Singh Yadav              |
| Uttar Pradesh      | Apna Dal (Soneylal)                                             | AD(S)         |                                    |         | 2016      | Anupriya Patel                   |

### Partis régionaux anciennement renseignés
| État ou territoire | Parti                                 | Abbreéviation | Symbole                     | Drapeau | Fondation | Chef                 |
| ------------------ | ------------------------------------- | ------------- | --------------------------- | ------- | --------- | -------------------- |
| Bengale-Occidental | Revolutionary Socialist Party         | RSP           | Pelle et bêche              |         | 1940      | T. J. Chandrachoodan |
| Haryana            | Haryana Janhit Congress (BL)          | HJC(BL)       | Tracteur                    |         | 2007      | Kuldeep Bishnoi      |
| Jharkhand          | Jharkhand Vikas Morcha (Prajatantrik) | JVM(P)        | Peigne                      |         | 2006      | Babu Lal Marandi     |
| Manipur            | Manipur State Congress Party          | MSCP          | Paysan ramassant sa récolte |         |           |                      |
| Manipur            | People's Democratic Alliance          | PDA           |                             |         |           |                      |
| Meghalaya          | Naga People's Front                   | NPF           | Coq                         |         | 2002      | Neiphiu Rio          |
| Meghalaya          | National People's Party               | NPP           | Livre                       |         | 2013      | Conrad Sangma        |
| Meghalaya          | Parti du congrès nationaliste         | NCP           |                             |         | 1999      | Sharad Pawar         |
| Meghalaya          | People's Democratic Front (Meghalaya) | PDF           | Bougies                     |         | 2017-2023 | Ivanlum Marbaniang   |
| Mizoram            | Mizoram People's Conference           | MPC           | Ampoule électrique          |         | 1972      | Pu Lalhmingthanga    |
| Nagaland           | All India Trinamool Congress          | AITC          |                             |         | 1998      | Mamata Banerjee      |
| Pondichéry         | Pattali Makkal Katchi                 | PMK           | Mangue                      |         | 1989      | G. K. Mani           |
| Uttar Pradesh      | Rashtriya Lok Dal                     | RLD           | Pompe à main                |         | 1996      | Ajit Singh           |

## Loi anti-défection
En 1985, une loi anti-défection (Anti-Defection Act) a été adoptée sous la forme d'un amendement à la Constitution de l'Inde. En vertu de cette loi, lorsqu'un membre d'une des chambres du Parlement ou de la législature d'un État quitte volontairement le parti sous la bannière duquel il a été élu ou vote différemment de la consigne de son parti sans en avoir l'autorisation il perd alors son mandat.
À l'origine, la loi considérait qu'une scission d'un parti était toutefois possible si un tiers des élus le quittaient et qu'un parti pouvait fusionner avec un autre. Cette disposition a été utilisée par certains élus pour changer leur affiliation partisane en cours de mandat : des élus d'un parti qui souhaitent en rejoindre un autre effectuent une scission en créant un troisième parti (appelé « quasiparty ») qui fusionne ensuite avec le parti que les élus souhaitent rejoindre. Cependant, depuis 2003, la possibilité de scission a été interdite et la fusion conditionnée à l'accord des deux tiers au moins des membres des partis qui souhaitent fusionner.